# Cuglieri
Cuglieri là một đô thị ở tỉnh Oristano trong vùng Sardinia, có khoảng cách khoảng 120 km về phía tây bắc của Cagliari và cách khoảng 42 km về phía bắc của Oristano. Tại thời điểm ngày 31 tháng 12 năm 2004, đô thị này có dân số 3.015 người và diện tích là 120,5 km².
Đô thị Cuglieri có các frazioni (các đơn vị cấp dưới, chủ yếu là các làng) Santa Caterina di Pittinuri, S'Archittu, và Torre del pozzo.
Cuglieri giáp các đô thị: Narbolia, Santu Lussurgiu, Scano di Montiferro, Seneghe, Sennariolo, Tresnuraghes.